# 음죽군
| Daedongyeojido (Gyujanggak) 14-05.jpg |  |
|                                       |  |

음죽군(陰竹郡)은 경기도 이천시 남부 지역의 옛 행정 구역으로, 지금의 장호원읍, 설성면, 율면에 해당된다.

## 유래
삼한시대의 노람국(怒藍國)을 삼국시대의 노음죽현(奴音竹縣)에 비정되는데 이는 노람이 노음과 비슷하게 여기기 때문이다. 옛 음죽군의 중심인 장호원은 본래 장해원(長海院)이라는 역원(驛院)에서 유래되는데 일제시대에 갑자기 장호원(長湖院)으로 바뀌었고 이 경위가 석연치 않다고 한다. 장호원읍을 흐르는 청미천(淸渼川)은 원래 천민천(天民川)인데 대동여지도의 작성과정에서 천미천(天尾川)으로 오기(誤記)가 되었고 나중에 지금의 청미천이 된 것이라고 한다. 장호원 읍과 설성면의 경계를 이루는 설성산에는 설성(雪城)이라는 성이 있는데 신라시대에 눈이 띄를 이루며 내려 쌓인 흔적을 따라 성을 축조했기 때문에 지은 이름이라고 한다.

## 역사
- 삼한시대에 마한의 노람국이었다. 서기 9년 온조왕 27년에 마한이 백제에 병합되자 백제의 지배체제하에서 소국체제가 계속되었다.

- 서기 475년 고구려의 대대적인 남침으로 한성백제가 패망하자 고구려군에 점령당해 노음죽현(奴音竹縣)이 되었다.

- 5세기 말에 신라영토가 되었다. 757년 경덕왕 16년에 전국의 행정체제및 행정단위의 명칭을 개혁하면서 음죽현(陰竹縣)으로 개명하고

개산군(介山郡)의 영현이 되었다. 이후 음죽이라는 이름은 별 변동없이 이어졌다.
-음죽현의 치소는 지금의 장호원읍 선읍리에 있었다. 선읍리를 중심으로 현내면이 되었다.
- 1895년 23부제로 행정구역이 재편되면서 충주부 관할 음죽군이 되었다가, 이듬해 다시 경기도에 편입되었다.

음죽군 산하에 현내면, 동면, 남면, 북면, 서면, 상율면, 하율면의 7면이 있었다.
- 1910년 북면과 서면이 각각 원북면과 근북면으로 개칭되었다.

- 일제강점기인 1914년에 일제에 의한 행정폐합으로 이천군에 합병되었다. 이 과정에 일부 마을이 음성군에 분할 편입되었다.

| 조선총독부령 제111호  |               |                                                  |
| 구 행정구역           | 신 행정구역   | 신 행정구역                                      |
| 음죽군 군내면(郡內面) | 이천군 청미면 | 방추리, 선읍리                                   |
| 음죽군 동면(東面)     | 이천군 청미면 | 나래리, 노탑리, 와현리, 이황리, 풍계리           |
| 음죽군 남면(南面)     | 이천군 청미면 | 대서리, 송산리, 어석리, 오남리, 장호원리, 진암리 |
| 음죽군 서면(西面)     | 이천군 설성면 | 금당리, 신필리, 장능리, 제요리, 행죽리           |
| 음죽군 근북면(近北面) | 이천군 설성면 | 상봉리, 송계리, 암산리, 자석리                   |
| 음죽군 원북면(遠北面) | 이천군 설성면 | 대죽리, 수산리, 장천리                           |
| 음죽군 상율면(上栗面) | 이천군 율면   | 본죽리, 북두리, 산성리, 산양리, 석산리, 오성리   |
| 음죽군 하율면(下栗面) | 이천군 율면   | 고당리, 신추리, 월포리, 총곡리                   |
- 1915년 청미면 관내 31개 리동을 13개리로 개편하면서 대서리 지역 일부가 설성면에 편입되었다.

- 1941년 10월 1일 청미면이 장호원읍으로 승격되었다.

## 같이 보기
- 장호원읍